# سنت چارلز (مریلند)
سنت چارلز (به انگلیسی: St. Charles) یک منطقهٔ مسکونی در ایالات متحده آمریکا است که در شهرستان چارلز، مریلند واقع شده‌است. سنت چارلز ۳۰٫۹ کیلومتر مربع مساحت و ۳۳٬۳۷۹ نفر جمعیت دارد و ۶۱ متر بالاتر از سطح دریا واقع شده‌است.